# George Edward Stanhope Molyneux Herbert

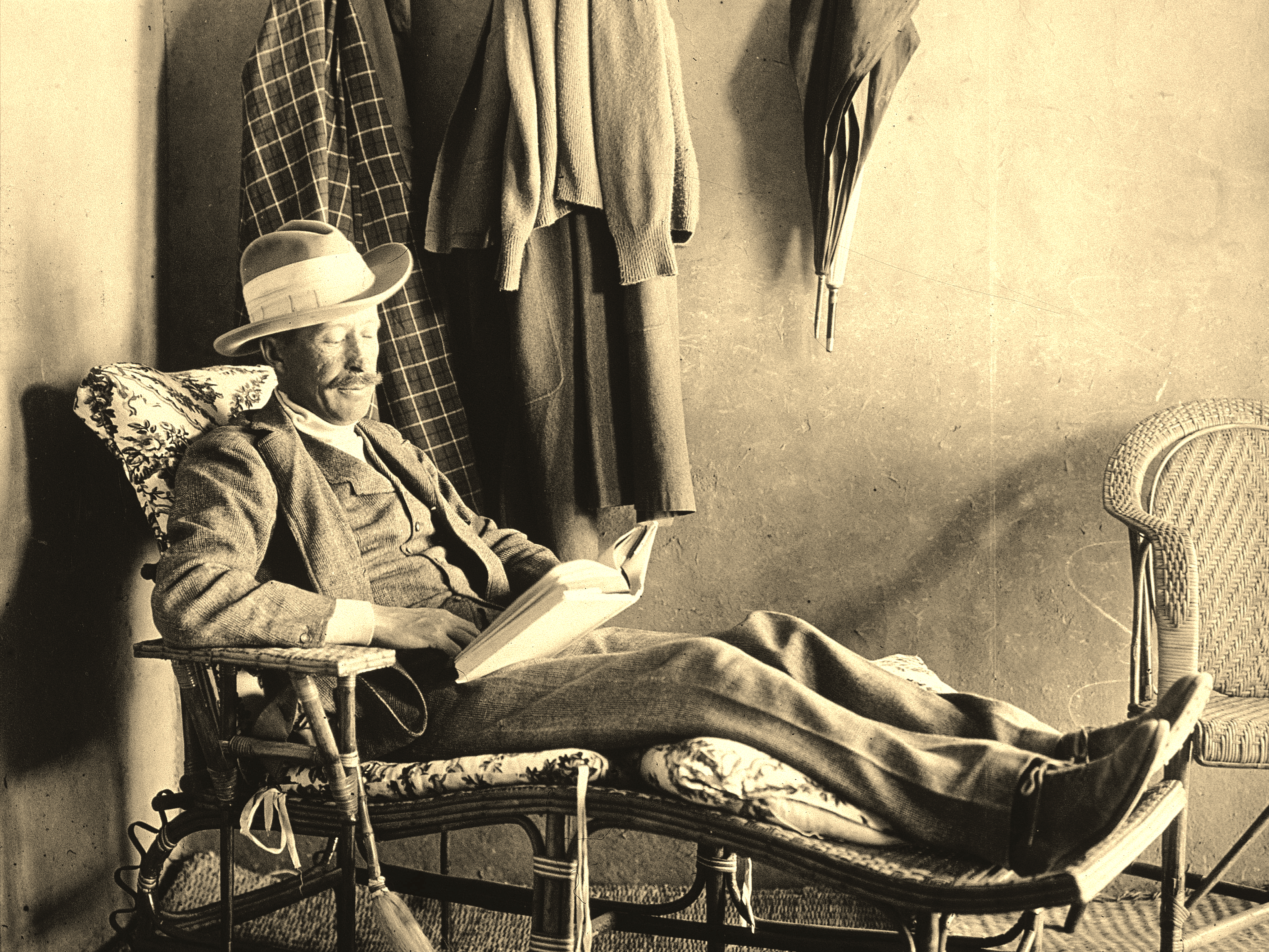
Lord Carnarvon

George Edward Stanhope Molyneux Herbert (Highclere Castle, 26 juni 1866 - Caïro, 5 april 1923), bekend als Lord Carnarvon, was de vijfde graaf van Carnarvon. Hij werd vooral bekend als financier van de opgraving van het graf van Toetanchamon.
Zijn geboorteplaats Highclere Castle is gelegen nabij Newbury (Berkshire). Hij erfde in 1890 de titel 'Lord van Carnarvon' van zijn vader Henry Howard Molyneux Herbert. Daarna huwde hij met Almina Victoria Maria Alexandra Wombell. Lord Carnarvon was verzot op auto's en reed vaak te snel. In 1901 werd hij het slachtoffer van een verkeersongeluk. Hij overleefde het, maar verkeerde in slechte gezondheid. Zijn arts raadde hem aan om Engeland met zijn koude vochtige klimaat te verlaten en te kiezen voor een warmer gebied.

## Begin van archeologie
Zo kwam Lord Carnarvon in Egypte terecht waar hij zich echter begon te vervelen en als tijdsverblijf ging hij zich verdiepen in de archeologie. Hij kreeg een concessie om in Thebe zelfstandig opgravingen te verrichten, maar vond bedroevend weinig. Hij zag in dat hij hulp nodig had van meer ervaren archeologen en zo wendde hij zich tot Howard Carter.
Carnarvon zou diens opgravingen financieren en ze richtten zich op de westelijke oever van Thebe. Ze ontdekten onder andere een graf uit de 18e dynastie en in een ander graf vonden ze twee tabletten, waarvan één, het beroemde Tablet Carnarvon 1, handelt over de verdrijving van de Hyksos door koning Ahmose. Daarnaast vonden ze nog enkele privégraven. Daarna zouden ze nog aan het werk gaan in de Nijldelta, waar ze echter weinig succes behaalden. Ze wilden echter in de Vallei der Koningen werken, maar konden dit niet doordat Theodore Davis de concessie ervan had. In 1915 gaf Davis zijn concessie echter op, omdat hij ervan overtuigd was dat de Vallei der Koningen leeggehaald was. Carnarvon en Carter verwierven de concessie, maar wegens de Eerste Wereldoorlog konden ze pas in 1917 beginnen met de opgravingen in de Vallei der Koningen.

## Toetanchamon
Hun opgravingen in de Vallei der Koningen waren vooral gericht op farao Toetanchamon, van wie in de vallei al enkele artefacten waren gevonden. Zes seizoenen lang groef Carter de vallei systematisch af zonder iets te vinden. De dure opgravingen ontmoedigden Carnarvon en hij raakte er steeds meer van overtuigd dat de vallei uitgeput was. Carnarvon besloot de financiering voor het onderzoek stop te zetten en bracht Carter daarvan op de hoogte. Carter was er echter van overtuigd het graf te zullen vinden en slaagde erin Carnarvon over te halen om nog één werkseizoen te financieren.
Enkele dagen nadat Carter terugkeerde waren zijn arbeiders op enkele treden gestuit. Carnarvon werd hiervan verwittigd en twee weken later arriveerde hij op de site met zijn dochter Evelyn Herbert. Ze ontdekten dat de zegels nog ongeschonden waren en konden de naam Toetanchamon ontcijferen, waardoor ze nu zeker waren dat ze het graf van Toetanchamon hadden ontdekt (4 november 1922). Op 16 februari 1923 openden ze het graf en stootten er op rijke vondsten en de mummie van de farao. De ontdekking was een sensatie en leidde tot wereldwijde publiciteit.
Lord Carnarvon zou echter niet lang kunnen genieten van de publiciteit. Hij werd gestoken door een mug en doordat hij tijdens het scheren de muggenbult open schaafde ging deze ontsteken. Carnarvon kreeg hoge koorts. Medische hulp mocht niet meer baten en hij stierf in de ochtend van 5 april 1923 te Caïro, 56 jaar oud.

## Vloek van de farao
Zijn dood was aanleiding voor een massahype waarbij men geloofde dat Carnarvon was getroffen door de vloek van de farao. Mede doordat verschillende andere leden van de expeditie een vroege dood leden, haalde het verhaal de wereldpers. Er werd echter voorbijgegaan aan het feit dat Carnarvon een zwakke gezondheid had en dat de meeste leden van de expeditie een lang leven leidden.
- Bibliothèque nationale de France: cb128193001 (data)
- Gemeinsame Normdatei: 119104644
- International Standard Name Identifier: 0000 0001 2138 3985
- Library of Congress Control Number: n82127202
- Nationale Bibliotheek van Tsjechië: xx0051323
- Nationale bibliotheek van Australië: 50213334
- Nationale Bibliotheek van Israël: 987007430077505171
- Nederlandse Thesaurus van Auteursnamen: 103910816
- PIC: 288394
- Système universitaire de documentation: 081592833
- Trove: 1525644
- Union List of Artist Names: 500291811
- Virtual International Authority File: 69731878
- WorldCat: E39PBJjT66JpkTRKpYBHYR48YP